# Alison Wonderland
Alexandra Sholler (Sydney, 27 de setembro de 1986), mais conhecida como Alison Wonderland, é uma DJ, produtora musical e cantora australiana. Seu contato com a música começou na sua adolescência, quando era a principal violoncelista da Sydney Youth Orchestra e baixista de uma banda de indie rock. Porém, ela abandonou a música clássica quando se mudou para a Europa, decidindo se tornar DJ em 2006, adotando o nome artístico de Whyte Fang. Entretanto, logo depois, ela o mudou para Alison Wonderland, uma referência ao livro Alice no País das Maravilhas, usando ele até hoje.
Em 2015, lançou seu primeiro álbum, Run, e em 2018, seu álbum Awake chegou a posição 88 no Billboard 200. Também em 2018, se tornou, junto com a Rezz, a DJ mais bem paga no Coachella.